# Jaime Otero Calderón
Jaime Otero Calderón (La Paz, 19 de enero de 1921-La Paz, 15 de febrero de 1970) fue un abogado y político boliviano. Tuvo importantes cargos en los Yacimientos Petrolíferos Fiscales Bolivianos (YPFB), para posteriormente ser electo diputado por el departamento de La Paz, luego alcalde de La Paz y finalmente Secretario General de Gobierno durante el tercer y cuarto mandato presidencial de Víctor Paz Estenssoro. Tras el golpe de Estado que acabó con el mandato de este último y la asunción de un gobierno de oposición, Otero comenzó a publicar boletines semanales donde revelaba actos de corrupción del gobierno, llegando a afirmar pocas semanas antes de su muerte que poseía información acerca de un crimen de estado de gran daño al país. 
A principios de 1970, fue brutalmente asesinado en las instalaciones de la imprenta familiar Editorial e Imprenta Artística, S.A, siendo esta el sitio desde donde publicaba sus boletines.

## Biografía

### Familia y juventud
Jaime Otero Calderón nació en La Paz, Bolivia, el 19 de enero de 1921. Era el tercero de siete hijos de Alfredo H. Otero Pantoja y Elisa Calderón Salinas. Alfredo H. Otero fue escritor, diputado y Ministro de Educación y Bellas Artes. Jaime Otero asistió al colegio católico La Salle con sus cuatro hermanos y fue muy activo en actividades literarias. 
En 1939 inició estudios de ingeniería en Santiago de Chile, pero enfermó y retornó a Bolivia. En 1945, obtuvo el título de Doctor en Derecho de la Universidad Mayor, Real y Pontificia de San Francisco Xavier de Chuquisaca. Después de siete años de romance y noviazgo con Rosario Zuazo Precht, contrajeron matrimonio en 1949.

### De Camiri al gabinete
En 1949, Calderón se desempeñó como gerente administrativo del campamento petrolífero de la YPFB en Camiri, Santa Cruz. De 1951 a 1953 fue catedrático en la Universidad Mayor de San Andrés en La Paz donde dictó Ley Constitucional y Romana. En 1953 fue nombrado director y administrador general de la YPFB, cargo que sostuvo hasta 1956.
En 1955 fue elegido diputado por el departamento de La Paz y en septiembre de 1956 fue nombrado alcalde de la La Paz por el presidente Hernán Siles Zuazo. Su gestión fue corta y difícil. Poco después de asumir el cargo presentó un reporte a los Amigos de La Ciudad, una organización independiente, indicando que los recursos de la municipalidad apenas eran suficientes para «pagar salarios y comprar escobas para barrer las calles», lo que no le permitía iniciar obras urgentes.
Entre 1962 a 1964 fue Secretario General de Gobierno durante la presidencia de Víctor Paz Estenssoro. Luego del coup d'état por los generales Barrientos y Ovando en noviembre de 1964, encontró asilo político en la Embajada de Colombia, pero no recurrió al exilio.

### Oposición, persecución y asesinato
Durante los siguientes años en la oposición, Otero publicó el semanario Servicio de Informaciones Confidenciales (SIC). Sería a través de esta publicación donde revelaría información acerca de actos de corrupción del gobierno.
El 13 de marzo de 1969, luego de ser nuevamente encarcelado por supuestas actividades subversivas contra el gobierno, Otero escribió una carta al Ministro del Interior, Cap. David Fernández, denunciando las amenazas que recibió de parte del jefe de la Dirección de Investigación Criminal, Cap. Tito Vargas, sobre «medidas de extrema fuerza sin contemplación» que serían tomadas contra él de no cesar en sus supuestas actividades. La carta fue publicada en el periódico Presencia, medio de prensa de la Iglesia Católica y el de mayor circulación en Bolivia en ese entonces. En la carta negaba las acusaciones y declaraba, «no pienso claudicar de mis ideas ni refugiarme en el transfugio y sí, más bien, continuar, como hasta ahora, firmemente leal y consecuente con mis principios, así como con el partido y las personas que representan mis convicciones políticas, ejercitando irrenunciables derechos naturales y constitucionales.» Otero pidió al Ministro que lo releve de los delitos políticos que oficialmente se le atribuían o que se someta su caso a los tribunales.
Pocas semanas antes de su muerte expresó a su esposa, Rosario, su grave preocupación acerca de información que había recibido acerca de un crimen de estado de gran daño a Bolivia. Agregó que pretendía revelar la información a su debido tiempo.
En la madrugada del domingo 15 de febrero de 1970, Jaime Otero Calderón fue brutalmente torturado y estrangulado en las instalaciones de la Editorial e Imprenta Artística, S.A., empresa de la familia Otero Calderón que él administraba y donde publicaba el semanario SIC.

## Obras y estudios
- Origen y Evolución del Capitalismo
- Aplicación de la Reforma Administrativa en Bolivia
- Relaciones Humanas en la Industria Estatal y Privada
- Institucionalización de la Planificación